# António Maria da Silva
António Maria da Silva (ur. 1872, zm. 14 października 1950 w Lizbonie) – portugalski polityk. W latach 1916–1917 minister pracy. Zajmował stanowisko premiera (Przewodniczącego Rady Ministrów) czterokrotnie, w czasie portugalskiej Pierwszej Republiki. Po zwycięstwie swojej Partii Demokratycznej w wyborach z 8 listopada 1925 roku, powierzona mu została misja tworzenia rządu. Do rezygnacji zmusił go jednak prezydent Manuel Teixeira Gomes, przeciwko któremu prowadził później ostrą kampanię. Da Silva był ostatnim premierem Pierwszej Republiki. Zrezygnował dwa dni po rozpoczęciu się militarnego przewrotu z 28 maja 1926 roku.